# Erzbischöfliches Exarchat Odessa

Wappen

Das Erzbischöfliche Exarchat Odessa ist ein in der Ukraine gelegenes Erzbischöfliches Exarchat der ukrainischen griechisch-katholischen Kirche mit Sitz in Odessa.

## Geschichte
Das Erzbischöfliche Exarchat Odessa-Krim wurde am 28. Juli 2003 aus Gebietsabtretungen des Erzbischöflichen Exarchats Kiew-Wyschhorod errichtet. Am 13. Februar 2014 wurde das Erzbischöfliche Exarchat Odessa-Krim in die Erzbischöflichen Exarchate Odessa und Krim geteilt.
Das Erzbischöfliche Exarchat Odessa umfasst die Oblaste Cherson, Kirowohrad, Mykolajiw und Odessa.

## Ordinarien

### Erzbischöflicher Exarch von Odessa-Krim
- Wassyl Iwassjuk, 2003–2014, dann Bischof von Kolomyia-Tscherniwzi

### Erzbischöflicher Exarch von Odessa
- Mychajlo Bubnij, C.SS.R. (seit 2014)